# Droga nr 68 (Islandia)
Droga nr 68, zwana  Innstrandavegur – droga w północno-zachodniej Islandii, biegnąca wzdłuż zachodniego wybrzeża zatoki Húnaflói.
Droga ma długość 104,63 km. Biegnie przez dwie gminy: Húnaþing vestra w regionie Norðurland vestra i Strandabyggð w regionie Vestfirðir. Rozpoczyna się w pobliżu południowego krańca fiordu Hrútafjörður, gdzie odchodzi od głównej islandzkiej drogi nr 1. Biegnie w kierunku północnym wzdłuż zachodniego brzegu fiordu Hrútafjörður. Na 9. km odchodzi od niej droga nr 59 w kierunku Búðardalur. Dalej przebiega wokół fiordów Bitrufjörður i Kollafjörður, a następnie wzdłuż południowego wybrzeża fiordu Steingrímsfjörður aż do połączenia z drogą nr 60 około 5 km na południe od miejscowości Hólmavík. Jedyną większą osadą przy drodze jest Borðeyri.